# Ichneumon brenthise
Ichneumon brenthise là một loài tò vò trong họ Ichneumonidae.